# Courtes
Courtes és un municipi francès situat al departament de l'Ain i a la regió d'Alvèrnia-Roine-Alps. L'any 2007 tenia 244 habitants.

## Demografia

### Població
El 2007 la població de fet de Courtes era de 244 persones. Hi havia 100 famílies de les quals 29 eren unipersonals (8 homes vivint sols i 21 dones vivint soles), 29 parelles sense fills, 34 parelles amb fills i 8 famílies monoparentals amb fills.
La població ha evolucionat segons el següent gràfic:
Habitants censats

### Habitatges
El 2007 hi havia 126 habitatges, 105 eren l'habitatge principal de la família, 12 eren segones residències i 9 estaven desocupats. 116 eren cases i 9 eren apartaments. Dels 105 habitatges principals, 85 estaven ocupats pels seus propietaris, 19 estaven llogats i ocupats pels llogaters i 1 estava cedit a títol gratuït; 4 tenien dues cambres, 16 en tenien tres, 33 en tenien quatre i 53 en tenien cinc o més. 83 habitatges disposaven pel capbaix d'una plaça de pàrquing. A 56 habitatges hi havia un automòbil i a 44 n'hi havia dos o més.

### Piràmide de població
La piràmide de població per edats i sexe el 2009 era:
| Homes | Edats   | Dones |
| ----- | ------- | ----- |
| 0     | 95 o +  | 0     |
| 4     | 90 a 94 | 0     |
| 0     | 85 a 89 | 0     |
| 4     | 80 a 84 | 0     |
| 0     | 75 a 79 | 8     |
| 4     | 70 a 74 | 8     |
| 8     | 65 a 69 | 8     |
| 16    | 60 a 64 | 8     |
| 4     | 55 a 59 | 8     |
| 4     | 50 a 54 | 0     |
| 8     | 45 a 49 | 8     |
| 4     | 40 a 44 | 0     |
| 4     | 35 a 39 | 4     |
| 12    | 30 a 34 | 16    |
| 4     | 25 a 29 | 8     |
| 0     | 20 a 24 | 8     |
| 0     | 15 a 19 | 4     |
| 8     | 10 a 14 | 0     |
| 0     | 5 a 9   | 20    |
| 28    | 0 a 4   | 0     |

## Economia
El 2007 la població en edat de treballar era de 156 persones, 112 eren actives i 44 eren inactives. De les 112 persones actives 108 estaven ocupades (60 homes i 48 dones) i 3 estaven aturades (1 home i 2 dones). De les 44 persones inactives 25 estaven jubilades, 8 estaven estudiant i 11 estaven classificades com a «altres inactius».

### Ingressos
El 2009 a Courtes hi havia 111 unitats fiscals que integraven 269 persones, la mediana anual d'ingressos fiscals per persona era de 17.641 €.

### Activitats econòmiques
Dels 11 establiments que hi havia el 2007, 1 era d'una empresa de fabricació d'altres productes industrials, 5 d'empreses de comerç i reparació d'automòbils, 1 d'una empresa de transport, 1 d'una empresa financera, 2 d'empreses immobiliàries i 1 d'una empresa de serveis.
Dels 3 establiments de servei als particulars que hi havia el 2009, 1 era un taller de reparació d'automòbils i de material agrícola i 2 agències immobiliàries.
L'únic establiment comercial que hi havia el 2009 era una botiga de roba.
L'any 2000 a Courtes hi havia 14 explotacions agrícoles que ocupaven un total de 469 hectàrees.

## Equipaments sanitaris i escolars
El 2009 hi havia una escola elemental integrada dins d'un grup escolar amb les comunes properes formant una escola dispersa.

## Poblacions més properes
El següent diagrama mostra les poblacions més properes.